# Micrognathus brevirostris
Micrognathus brevirostris és una espècie de peix de la família dels singnàtids i de l'ordre dels singnatiformes.

## Subespècies
- Micrognathus brevirostris brevirostris (Rüppell, 1838)
- Micrognathus brevirostris pygmaeus (Fritzsche, 1981)[2]